# Avenue de Choisy
L'avenue de Choisy est une voie du 13e arrondissement de Paris.

## Situation et accès
Avec l'avenue d'Ivry, c'est l'un des principaux axes du quartier asiatique de l'arrondissement.
L'avenue part du boulevard Masséna, traverse la rue de Tolbiac où elle est rejointe par l'avenue d'Ivry et aboutit à la place d'Italie. Elle a une longueur de 1 310 mètres et une largeur de 30 mètres (31,50 m après la rue de Tolbiac).
Elle est desservie par la ligne 7 et les lignes de tramway 3a et 9 à la station Porte de Choisy et les lignes 5, 6 et 7 à la station Place d’Italie.

## Origine du nom
Son nom se réfère à la commune de Choisy-le-Roi à laquelle conduit la route nationale 305, qui prolonge l'avenue de Choisy à travers Ivry-sur-Seine.

## Historique

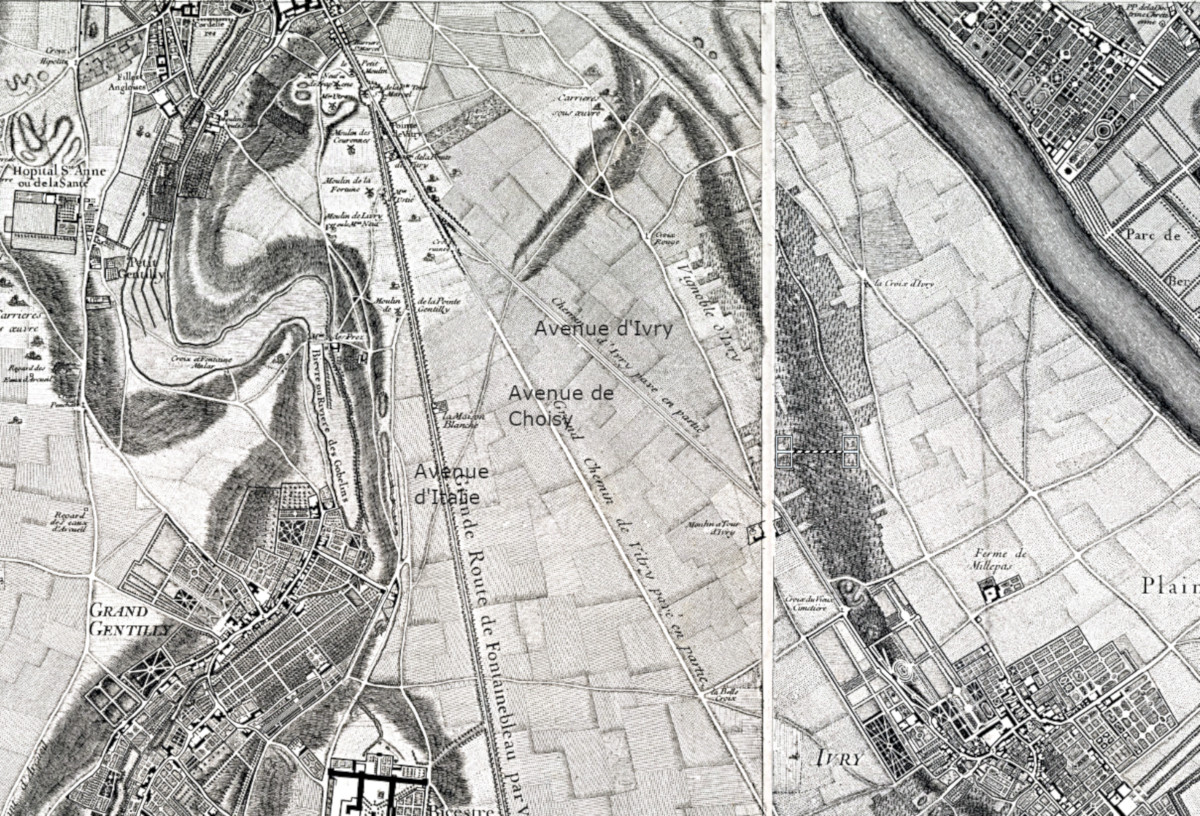
L'avenue de Choisy, mentionnée sous le nom de "Chemin de Vitry", sur le plan de Roussel de 1730.

Indiquée dès 1672 sous le nom de « chemin de Vitry », l'avenue de Choisy fait partie de Paris depuis l'extension de la capitale en 1860. Elle séparait précédemment les deux communes de Gentilly et d'Ivry-sur-Seine. Bien antérieurement, elle faisait partie de l'ancienne voie romaine de Lutèce à Lyon.
Elle n'a commencé réellement à s'urbaniser qu'à partir de la seconde moitié du XIXe siècle, avec une vocation industrielle marquée. Elle a ainsi notamment accueilli les usines Panhard (devenues depuis immeubles d'habitation et centre commercial), la chocolaterie Lombart (devenue le lycée Gabriel-Fauré), et surtout une vaste usine à gaz (devenue le parc de Choisy, la fondation George-Eastman et le lycée Claude-Monet). Simultanément, la croissance de la population amenait à la construction de l'église Saint-Hippolyte.

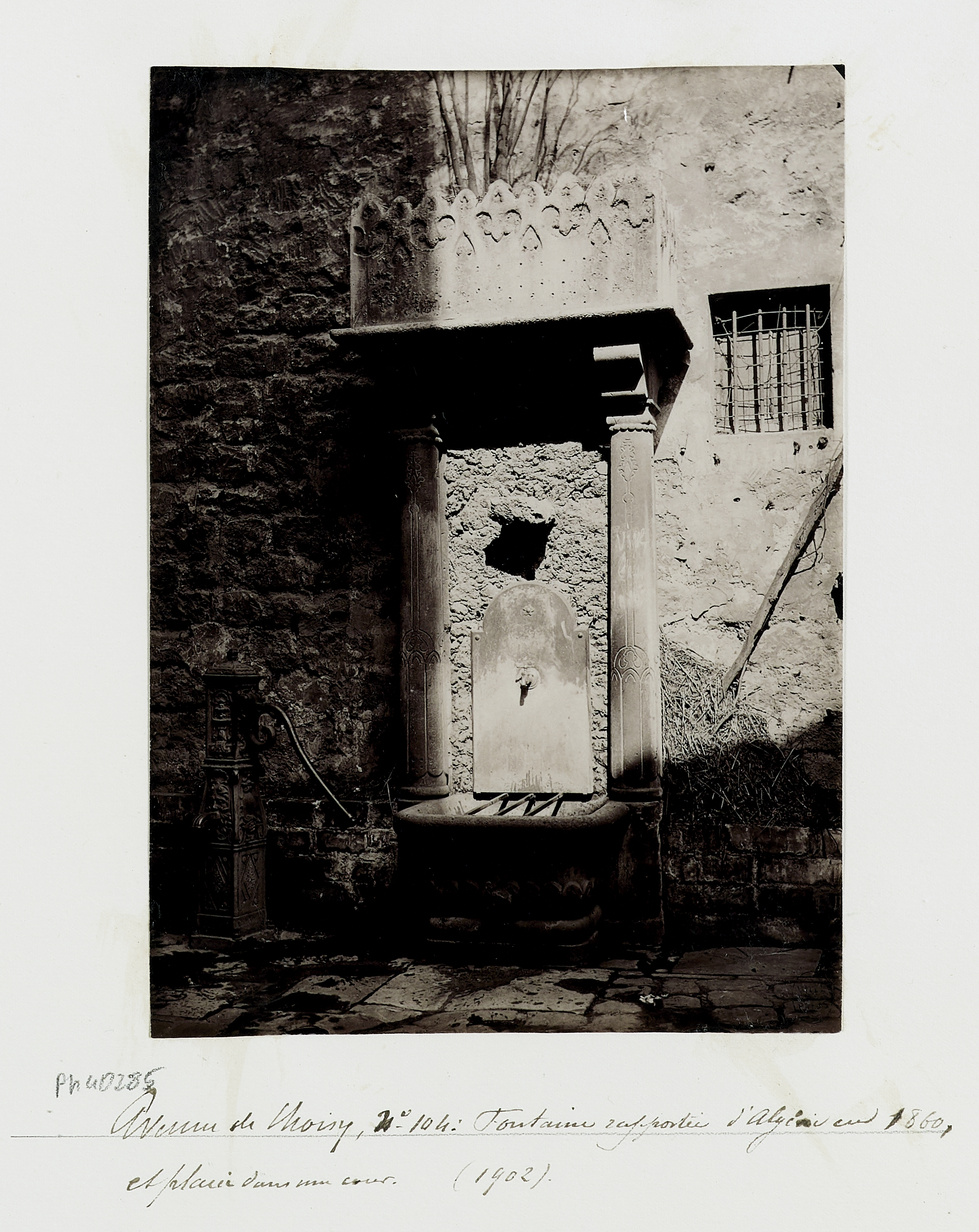
Fontaine au numéro 104 de l'avenue (1902, Emmanuel Pottier).
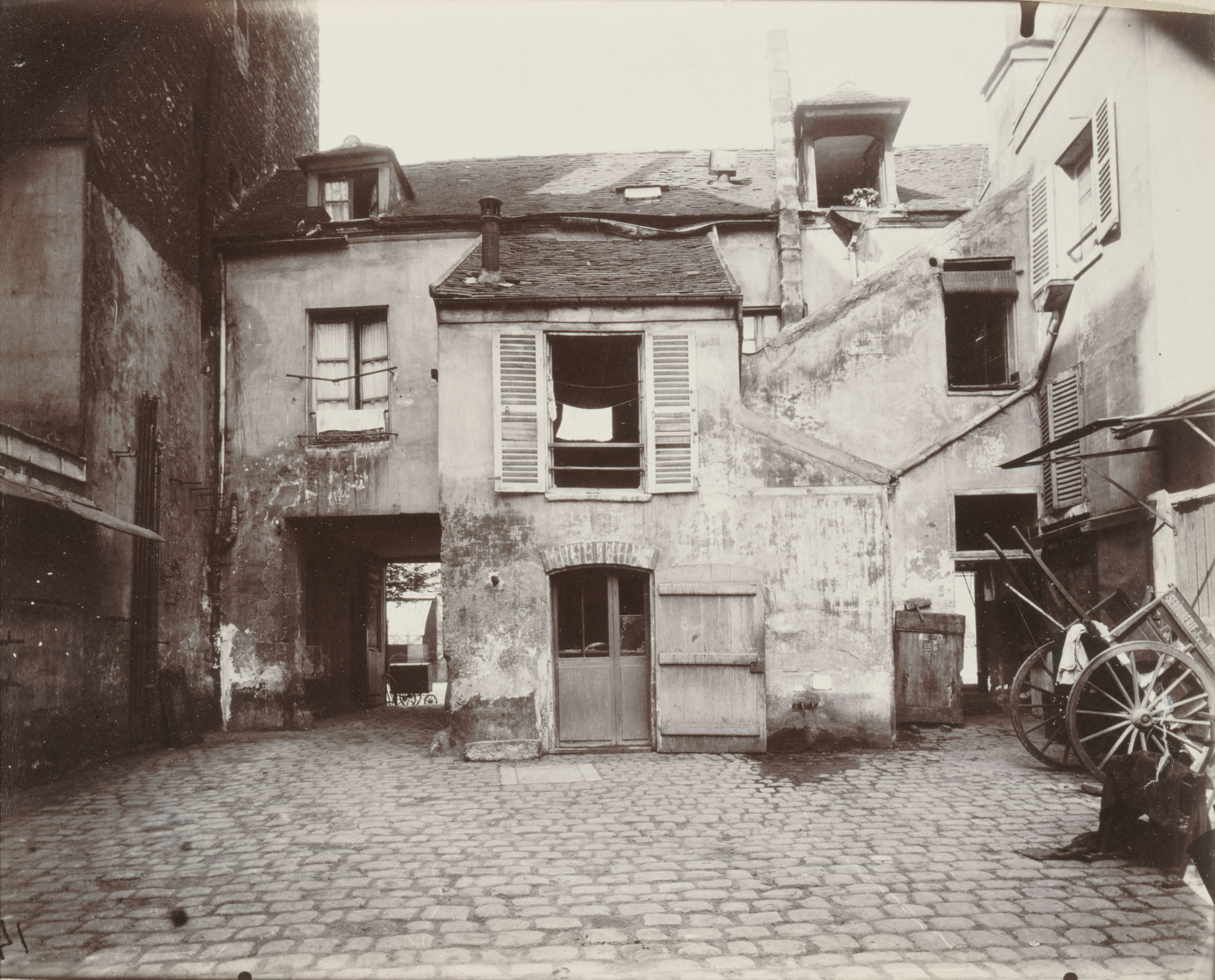
Vieille cour au numéro 178 de l'avenue (1885-1925, Eugène Atget).

Jusqu'aux années 1960, l'avenue de Choisy fait partie du 13e populaire et ouvrier.
Dans les années 1960 et au début des années 1970, l'opération Italie 13, qui vise à la reconstruction d'une vaste zone dans le sud de l'arrondissement, a pour conséquence la construction d'une demi-douzaine de tours de trente étages environ au départ de l'avenue de Choisy (tours à noms de villes italiennes) et d'un centre commercial.
Après cette période de rénovation urbaine brutale, la sociologie de l'avenue de Choisy change profondément avec l'arrivée de réfugiés venant du Viêt Nam puis d'autres pays asiatiques à partir de 1975. Un vaste quartier asiatique se forme de part et d'autre de l'avenue de Choisy, qui en constitue l'un des deux principaux axes avec l'avenue d'Ivry. C'est aujourd'hui une artère vivante, bordée sur toute sa longueur de restaurants et commerces majoritairement asiatiques.

## Bâtiments remarquables et lieux de mémoire
- Au niveau du no 5, des fouilles effectuées en 1911 ont permis de découvrir un fragment d'une des voies romaines menant en Italie. Le trottoir impair de l’avenue suit le tracé de la voie antique[2].
- La place de Vénétie, aménagée dans les années 1970 dans le cadre de l'opération Italie 13, vaste ensemble commercial surmonté de tours et barres d'habitation sur l'emplacement des anciennes usines Panhard. À noter, du côté impair de l'avenue, sur le mur longeant la descente du parking sous le no 3, la mosaïque d'une voiture Panhard et Levassor avec son sigle « P&L » et l'inscription « De 1873 à 1970 s'élevaient à cet emplacement les établissements Panhard & Levassor où fut conçue et réalisée en 1890 la première voiture automobile ».
- L'église Saint-Hippolyte[3], œuvre de l'architecte Jules Astruc (1862-1935), construite de 1909 à 1924, notamment grâce à la générosité de la famille Panhard. Le bâtiment contigu, Notre-Dame-de-Chine, est affecté à la communauté catholique chinoise.
- Au no 34, une ancienne boulangerie décorée entre 1927 et 1937 par l'atelier de Benoist et Fils et par Albert Raybaud, devanture et décor intérieur inscrits aux monuments historiques par arrêté du 23 mai 1984[4]. En 2008, cette devanture est devenue invisible, le commerce étant devenu un restaurant asiatique à la devanture sans intérêt historique.
- No 35 : ancien asile temporaire pour enfants réalisé par l'architecte Alexandre Maistrasse.
- Au niveau du no 75, les fouilles de 1911 ont permis de découvrir une « sorte de chaussée formée par un enrochement de pierres plates » de la voie romaine[2].
- La cité scolaire Gabriel-Fauré, ancien emplacement d’un marché aux porcs, puis de la chocolaterie Lombart de 1860 aux années 1940[5].
- École Auguste-Perret : en février 2003, les travaux de construction de la ligne 14 du métro ont occasionné l'effondrement du sol de la cour de l'école.
- Au carrefour avec la rue du Docteur-Magnan (nos 122 à 126) : ensemble de bâtiments parmi les plus anciens de l'avenue ainsi qu'une grande fresque murale.
- Le parc de Choisy est aménagé sur les plans de l'architecte Roger Lardat, en 1936-1937, à l'emplacement de l'ancienne usine à gaz de la Compagnie parisienne du gaz, construite vers 1840. Un arbre de la liberté, planté en 1939, y rappelle le souvenir de 1789.
- La rue George-Eastman, où se trouve la fondation George-Eastman, bâtiment en briques rouges construit en 1937 par l'architecte Édouard Crevel (1880-1969), en vue de surveiller l'hygiène dentaire des enfants du quartier, à partir d'une donation de l'industriel américain inventeur de Kodak. Ce bâtiment abrite encore à ce jour, entre autres, un centre bucco-dentaire municipal.
- Au no 180, lors des fouilles de 1880, une sépulture de médecin, une trousse de médecin et des pièces de monnaie datant de la fin du IIIe siècle ont été mis au jour[2].

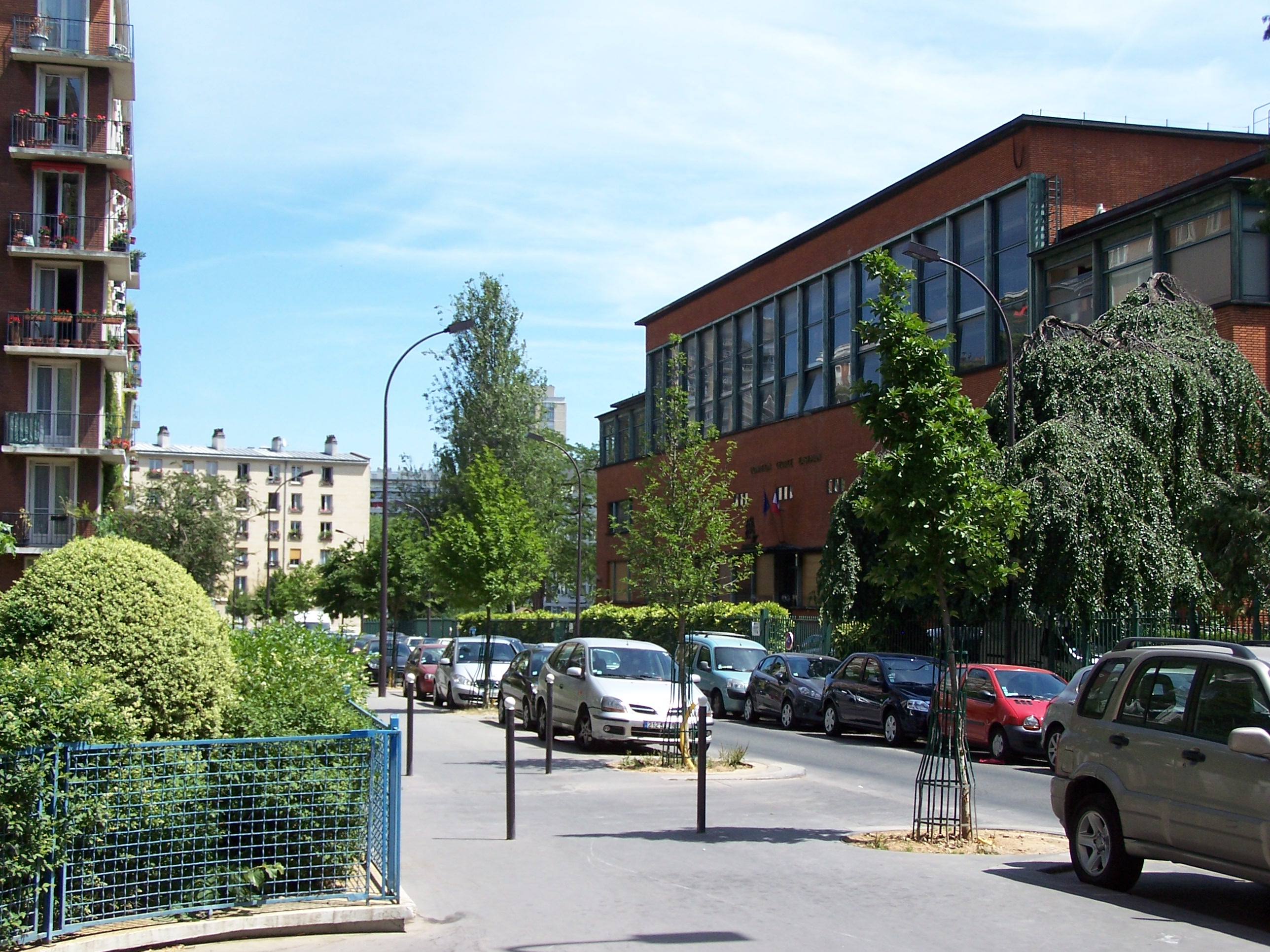
L'institut Eastman, vu depuis l'avenue.
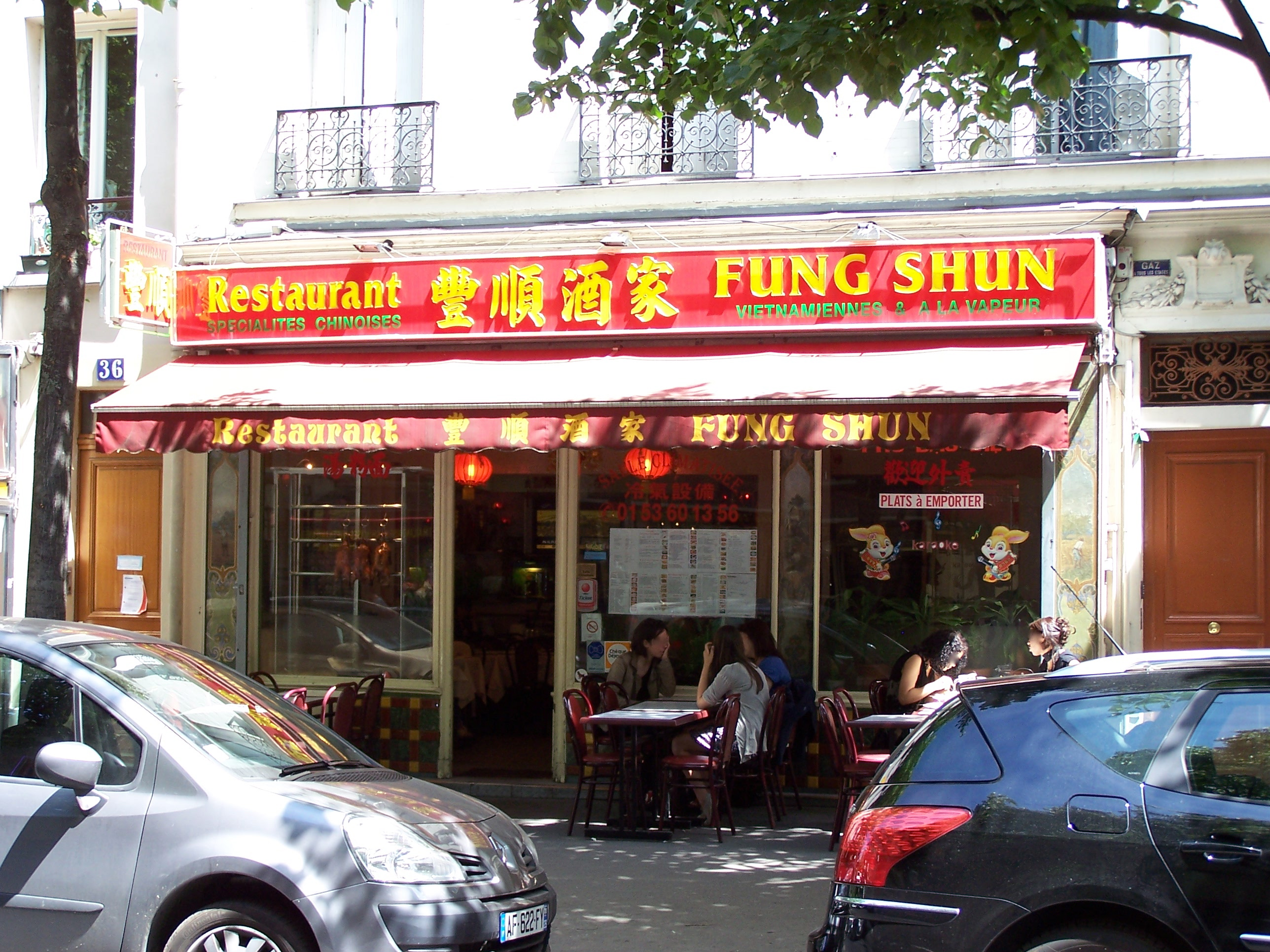
Le no 34, ancienne boulangerie classée aux monuments historiques.
Fresque murale à l'angle de la rue du Docteur-Magnan.